# Dunga Rodrigues
Maria Benedita Deschamps Rodrigues, mais conhecida como Dunga Rodrigues, (Cuiabá, 15 de julho de 1908 — Santos, 06 de janeiro de 2001) foi pianista, jornalista, cronista social, professora, escritora e memorialista. Ocupou a cadeira 39 da Academia Mato-grossense de Letras

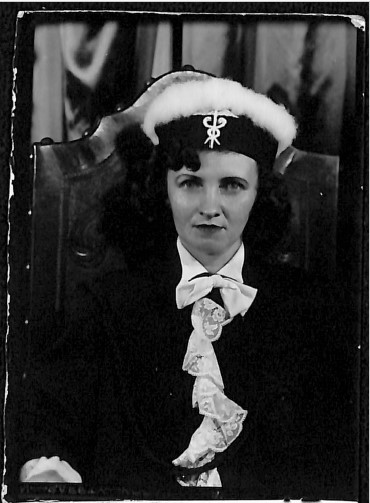
Dunga Rodrigues (36 anos de idade). Colação de Grau do Curso de Contabilidade da Escola Técnica de Comércio de Cuiabá. 1944. Cuiabá (MT). Disponivel em: https://familiascasabarao.com.br/familia-rodrigues/em-comum/fotografias. Acesso em: 03 ago. 2024.

## Trajetória de Vida de Dunga Rodrigues
Desde a infância dedicou-se com afinco à prática pianística, estudando inicialmente com a Soeur Marie Vicent, diplomada pelo Conservatório de Paris. Obteve formação técnica em Contabilidade pela Escola Técnica de Comércio de Cuiabá (1944), diferentemente de outras jovens, que faziam opção pelo Curso Normal. Foi estudiosa da Língua Portuguesa e Francesa, com o professor e linguista Cesário Neto, o que lhe possibilitou concorrer a uma vaga em concurso à cadeira de Língua Francesa do Colégio Estadual de Mato Grosso, aposentando-se na carreira do magistério com duas cadeiras, em 29 de agosto de 1984, aos 76 anos, à época lotada nas Escolas Estaduais “Liceu Cuiabano” e “Presidente Medici”
Diplomada em piano e harmonia pelo Conservatório Brasileiro de Música do Rio de Janeiro (1972), atuou como professora de música e piano no Conservatório Mato-Grossense de Música, no Conservatório Musical de Mato Grosso e no Conservatório Dunga Rodrigues. Do mesmo modo, foi agente didático da Universidade Federal de Mato Grosso, na década de 1970, atuando como pesquisadora do Núcleo de Documentação Histórica e Regional (NDIHR) da UFMT.
As primeiras publicações encontram-se na imprensa periódica: “A Crysallida”, “A Violeta”, “Diário de Cuiabá” – Cantinho Cuiabano, “Diário Oficial de Mato Grosso” DO-Cultura e o “Estado de Mato Grosso”. A escritora transitou por múltiplos gêneros discursivos: crônicas, contos, romance, história e ficção. Além disso, publicou nas revistas da AML e IHGMT. Entre o período de 1944 a 2000, Dunga Rodrigues publicou 14 livros: A Situação Linguística do Francês (Tese para o concurso à Cadeira de Francês do Colégio Estadual de Mato Grosso); Reminiscências de Cuiabá; Os Vizinhos (Cadernos Cuiabanos 3); Coleção Memória Social da Cuiabania, da série Roteiro Musical da Cuiabania (Caderno Um, Dois, Três e Quatro), Marphysa (ou o cotidiano de Cuiabá nos tempos do Candimba, das touradas no Campo D’Ourique e das esmolas do Senhor Divino), Cuiabá: Roteiro das Lendas. Uma Aventura em Mato Grosso; Cuiabá ao longo dos 100 anos, Lendas de Mato Grosso; Colcha de Retalhos; Movimento Musical em Cuiabá.
Desde a juventude empenhou-se ao estudo do piano, a literatura e a música. Destacou-se, como historiadora e escritora em Mato Grosso no século passado, sendo uma importante contribuinte para a cultura e literatura mato-grossense onde chegou a ocupar uma cadeira na Academia Mato-grossense de Letras em um período predominantemente masculino.
Dunga Rodrigues dava aulas de francês e música, realizou recitais, além de ter escrito vários livros sobre a cultura e história de Cuiabá e Mato Grosso. Outro ponto a se destacar sobre Dunga Rodrigues foi o fato de ela ser membro do Instituto Histórico e Geográfico de Mato Grosso e da Associação dos Diplomados da Escola Superior de Guerra. Era conhecida por ser contadora de histórias sobre a cultura e folclore da região cuiabana,  além de profunda conhecedora do rasqueado, patrimônio imaterial cuiabano.
Dunga Rodrigues e o poeta Airton Reis compartilharam momentos em palcos recitando poesias e músicas juntos, além disso o poeta escreveu um livro sobre seus 90 anos. A artista plástica Maria Aparecida Acosta, também escreveu um livro sobre Dunga, destacando que ela era uma pessoa alegre e comunicativa, deixando um grande legado cultural através de seus livros e música.

## Vida Pessoal e Familiar
Filha de Firmo José Rodrigues e Maria Rita Deschamps Rodrigues. O pai exercia carreira militar além de ser uma pessoa influente na cidade. Era escritor e professor militante, tendo ingressado posteriormente na carreira política. Dunga Rodrigues vinha de uma família com boa condição financeira, o que a possibilitou realizar várias viagens nacionais e internacionais. A admiração por seu pai foi uma grande influência em sua intelectualidade e sua sensibilidade humana.

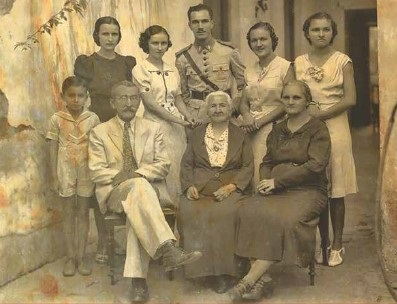
Família Rodrigues. Obs.: sentados, da esq. para a dir., Firmo Rodrigues, sua mãe Benedita Alves Rodrigues e Maria Rita, esposa do primeiro. Em pé os filhos (as), sendo da esq. para a dir. Francisco, Estella, Dunga Rodrigues, Newton, Helena e Olga.

Firmo José Rodrigues (1871-1944), cuiabano, filho de Bento José Rodrigues, alferes da Guarda Nacional e da cuiabana Benedita Alves Rodrigues, residiam na antiga Rua Couto Magalhães, nº. 36, atual Avenida Dom Aquino. No ano de 1890, mudou-se para o Rio de Janeiro, matriculando-se na Escola Militar da Praia Vermelha, tendo sido designado para atuar no 24º Batalhão de Infantaria. Após esse tempo de formação no Rio de Janeiro, retornou à Cuiabá, lecionou Física, Química e Matemática em diversos.
estabelecimentos de ensino secundário. Como militar, ocupou diversos postos, como Presidente do Tiro de Guerra Batista das Neves, Diretor do Arsenal de Guerra e comandante da Força Pública do Estado de Mato Grosso. Ocupou o cargo de Provedor da Santa Casa de Misericórdia de Cuiabá, num período em que também funcionava o Hospital dos Lázaros. Atuou na política, na função de Vereador em Cuiabá. Foi sócio-fundador do Instituto Histórico e Geográfico de Mato Grosso, onde ocupou diversos cargos em sua Diretoria. 
Maria Rita Deschamps nasceu no dia 19 de agosto de 1883, no Distrito de São Gonçalo de Pedro Segundo, em Cuiabá, Mato Grosso, conforme o registro de batismo. O ritual de batismo foi celebrado pelo padre Constantino Tassio, capelão do Exército, na Paróquia de São Gonçalo. Filha legítima do casal Polycena Bueno Deschamps e Francisco Carlos Bueno Deschamps, general do Exército Brasileiro. Faleceu no dia 21 de abril de 1971, aos 88 anos de vida. A família Deschamps residia na referida paróquia, Praça Couto de Magalhães. Firmo Rodrigues e Maria Rita contraíram núpcias aos 24 dias de agosto de 1907, certificado por “Dario Rocha, Oficial do Registro Civil”, no livro de termo de casamentos, folha dezessete (17) e verso, ocorrido no Segundo Distrito desta capital de São Gonçalo.
Da união matrimonial entre Firmo José Rodrigues e Maria Rita Bueno Deschamps Rodrigues, nasceu uma prole numerosa: Maria Benedita Deschamps Rodrigues, Francisco José Rodrigues, Newton José Rodrigues, Estella Deschamps Rodrigues, Helena Deschamps Rodrigues e Olga Deschamps Rodrigues (Gonçalo e Lili falecidos com 2 meses e na infância respectivamente).
Dunga Rodrigues faleceu no dia  06 de janeiro de 2001, no dia de Santos Reis. Estava em Santos (SP), onde passava por um processo de recuperação de problemas cardíacos que fizeram com que ela fosse hospitalizada dias antes do falecimento. Após a alta do hospital, sua saúde piorou, levando à sua morte. Dunga Rodrigues teve seu corpo cremado e suas cinzas foram trazidas para Cuiabá onde foram sepultadas.

## Lista de obras
- A situação linguística do Francês. Cuiabá: Edição da autora, s/d.
- Reminiscências de Cuiabá. Goiânia: Ed. Cinco de Março, 1969.
- Os vizinhos. Cuiabá: Prefeitura Municipal de Cuiabá, 1977. (Cadernos Cuiabanos 3).
- Roteiro musical da cuiabania. Cuiabá: FUFMT. 1978. (Coleção Memória Social da Cuiabania, Caderno I).
- Roteiro musical da cuiabania. Cuiabá: FUFMT, 1978. (Coleção Memória Social da Cuiabania, Caderno II).
- Roteiro musical da cuiabania. Cuiabá: FUFMT, 1979. (Coleção Memória Social da Cuiabania, Caderno III).
- Roteiro musical da cuiabania. Cuiabá: FUFMT, 1979. (Coleção Memória Social da Cuiabania, Caderno IV).
- Marphysa: romance de costumes (ou o cotidiano de Cuiabá nos tempos do Candimba, das touradas do Campo d’Ourique e das esmolas do senhor Divino. Cuiabá: FUFMT, 1981. (Coleção Memória Social da Cuiabania).>
- Cuiabá roteiro das lendas. Cuiabá: FUFMT, 1985. (Coleção Memória Social da Cuiabania).
- Uma aventura em Mato Grosso. Cuiabá: Prefeitura Municipal de Cuiabá, 1984.
- Lendas de Mato Grosso. Cuiabá: Edição da autora; Gráfica Print Express, 1997.
- Colcha de retalhos. Cuiabá: Edição da autora; Defanti Gráfica & Editora, 2000.
- Movimento musical em Cuiabá. Cuiabá: Edição da autora; Gráfica Atalaia, 2000.[2]